# Medalla Max Planck
La medalla Max Planck es el máximo galardón de la Sociedad Alemana de Física (Deutsche Physikalische Gesellschaft), la mayor organización mundial de físicos, por logros extraordinarios en física teórica. El premio se concede anualmente desde 1929, con pocas excepciones, y suele recaer en una sola persona. El ganador recibe una medalla de oro y un pergamino manuscrito.
En 1943 no fue posible fabricar la medalla de oro porque la fundición de Berlín fue alcanzada por una bomba. La junta directiva de la Sociedad Alemana de Física decidió fabricar las medallas en un metal sustitutivo y entregar las medallas de oro más tarde.

## Lista de galardonados
- 1929 Max Planck y Albert Einstein
- 1930 Niels Bohr
- 1931 Arnold Sommerfeld
- 1932 Max von Laue
- 1933 Werner Heisenberg
- 1934 - 1936 no premiado
- 1937 Erwin Schrödinger
- 1938 Louis de Broglie
- 1939 - 1941 no premiado
- 1942 Pascual Jordan
- 1943 Friedrich Hund
- 1944 Walther Kossel
- 1945 - 1947 no premiado
- 1948 Max Born
- 1949 Otto Hahn y Lise Meitner
- 1950 Peter Debye
- 1951 James Franck y Gustav Hertz
- 1952 Paul Dirac
- 1953 Walther Bothe
- 1954 Enrico Fermi
- 1955 Hans Bethe
- 1956 Victor Weisskopf
- 1957 Carl Friedrich von Weizsäcker
- 1958 Wolfgang Pauli
- 1959 Oskar Klein
- 1960 Lew Landau
- 1961 Eugene Wigner
- 1962 Ralph Kronig
- 1963 Rudolf Peierls
- 1964 Samuel Goudsmit y George Uhlenbeck
- 1965 - no premiado
- 1966 Gerhard Lüders
- 1967 Harry Lehmann
- 1968 Walter Heitler
- 1969 Freeman Dyson
- 1970 Rudolf Haag
- 1971 troll face
- 1972 Herbert Fröhlich
- 1973 Nikolái Bogoliúbov
- 1974 Léon van Hove
- 1975 Gregor Wentzel
- 1976 Ernst Stueckelberg
- 1977 Walter Thirring
- 1978 Paul Peter Ewald
- 1979 Markus Fierz
- 1980 no premiado
- 1981 Kurt Symanzik
- 1982 Hans-Arwed Weidenmüller
- 1983 Nicholas Kemmer
- 1984 Res Jost
- 1985 Yoichiro Nambu
- 1986 Franz Wegner
- 1987 Julius Wess
- 1988 Valentine Bargmann
- 1989 Bruno Zumino
- 1990 Hermann Haken
- 1991 Wolfhart Zimmermann
- 1992 Elliott H. Lieb
- 1993 Kurt Binder
- 1994 Hans-Jürgen Borchers
- 1995 Siegfried Großmann
- 1996 Ludwig Faddejew
- 1997 Gerald E. Brown
- 1998 Raymond Stora
- 1999 Pierre Hohenberg
- 2000 Martin Lüscher
- 2001 Jürg Fröhlich
- 2002 Jürgen Ehlers
- 2003 Martin Gutzwiller
- 2004 Klaus Hepp
- 2005 Peter Zoller
- 2006 Wolfgang Götze
- 2007 Joel Lebowitz
- 2008 Detlev Buchholz
- 2009 Robert Graham (físico)
- 2010 Dieter Vollhardt
- 2011 Giorgio Parisi
- 2012 Martin Zirnbauer
- 2013 Werner Nahm
- 2014 David Ruelle
- 2015 Viatcheslav Mukhanov
- 2016 Herbert Wagner
- 2017 Herbert Spohn
- 2018 Juan Ignacio Cirac Sasturain
- 2019 Detlef Lohse
- 2020 Andrzej Buras
- 2021 Alexander Markovich Polyakov
- 2022 Annette Zippelius
- 2023 Rashid A. Sunyaev
- 2024 Erwin Frey
- 2025 Reinhard F. Werner